# Герб комуни Сімрісгамн
Герб комуни Сімрісгамн (швед. Simrishamns kommunvapen) — символ шведської адміністративно-територіальної одиниці місцевого самоврядування комуни Сімрісгамн. 

## Історія
Герб було розроблено для ландскомуни Сімріс-Неббелев. Отримав королівське затвердження 1945 року.    
Після адміністративно-територіальної реформи, проведеної в Швеції на початку 1970-х років, муніципальні герби стали використовуватися лишень комунами. Цей герб був 1974 року перебраний для нової комуни Сімрісгамн.
Герб комуни офіційно зареєстровано 1979 року.

## Опис (блазон)
Щит перетятий хвилясто, у верхньому золотому полі червоний човен, у нижньому синьому полі — золота риба з червоними плавниками і хвостом.

## Зміст
Сюжет герба походить з міської печатки XVI століття.